# 中野善壽
中野善壽（なかの よしひさ、1944年 - ）は、日本の実業家。東方文化支援財団　代表理事。元・ACAO SPA & RESORT代表取締役会長。元・寺田倉庫株式会社代表取締役社長、元･亜東百貨COO、元･株式会社鈴屋代表取締役専務。

## 人物・経歴
東京都生まれ。青森県立弘前高等学校を経て、1967年千葉商科大学商経学部卒業。株式会社伊勢丹（現・株式会社三越伊勢丹）を経て、株式会社鈴屋へ入社。代表取締役専務就任を経て1997年台湾へ渡り、力覇集団百貨店部門代表、遠東集団董事長特別顧問、ならび亜東百貨COO等を歴任。
2011年寺田倉庫株式会社入社。2012年代表取締役社長就任。2019年6月26日退社。
2019年8月、地域や国境を越えた信頼感の醸成をはかり、東方文化を極めたいというビジョンを持つ東方文化支援財団を設立し、代表理事に就任。
2021年8月、ACAO SPA & RESORTの代表取締役会長に就任。2024年9月14日退社。

## 著書
- 『ぜんぶ、すてれば』（2020年4月19日、Discover 21）ISBN 978-4-7993-2597-1
- 『孤独からはじめよう』（2021年11月18日、ダイヤモンド社）ISBN 978-4-478-11439-1
- 『お金と銭』（2025年3月21日、Discover 21）ISBN 978-4-7993-3134-7

## テレビ
- 日経スペシャル カンブリア宮殿 倉庫の概念変えた異色経営者（2019年4月11日、テレビ東京）[8]
- NHK Eテレ SWITCHインタビュー 達人達「コシノジュンコ×中野善壽」2021年1月16日（初回放送日）[9]